# Eusparassus dufouri
Eusparassus dufouri  (лат.) — вид пауков из семейства Sparassidae.
Вид распространён в Северной Африке (Тунис, Алжир, Марокко) и Южной Европе (Испания, Португалия).
Ведёт ночной образ жизни. Во время охоты может очень быстро передвигаться.